# Саммерс, Тай
Тай Саммерс (англ. Ty Summers, 31 декабря 1995, Сан-Антонио, Техас) — профессиональный футболист, выступающий на позиции лайнбекера в клубе НФЛ «Грин-Бэй Пэкерс».

## Биография
Тай Саммерс родился 31 декабря 1995 года в Сан-Антонио. Там же он окончил школу имени Рональда Рейгана. За её команду он играл на позициях сэйфти и квотербека двойной угрозы. После выпуска Саммерс намеревался продолжить обучение и карьеру в университете Райса, но после личной беседы с тренером Гэри Паттерсоном сделал выбор в пользу Техасского христианского университета.

### Любительская карьера
В университете Саммерс сменил позицию и стал лайнбекером. В составе команды он дебютировал в первой игре сезона 2014 года и получил серьёзную травму. Он использовал возможность получить статус освобождённого игрока по медицинским показателям и пропустил оставшиеся матчи чемпионата. Перед началом следующего сезона Саммерс много времени уделял работе в тренажёрном зале, значительно изменившей его комплекцию. В играх сезона 2015 года он сделал 86 захватов, по итогам чемпионата был отмечен как один из лучших защитников конференции Big-12. 
Прорывным для Саммерса стал 2016 год. Он сыграл в тринадцати матчах команды. По итогам сезона стал вторым в конференции по числу сделанных захватов, дважды признавался лучшим защитником недели. В сезоне 2017 года он сыграл в четырнадцати матчах, одну из них провёл на позиции ди-энда. На двух позициях Саммерс играл и в последний год своей карьеры в колледже. Он принял участие в десяти матчах, в семи из них был капитаном команды. Всего за четыре года выступлений в NCAA он сделал 317 захватов, второй результат за восемнадцать лет работы Паттерсона главным тренером. Саммерс также был приглашён на ежегодный просмотр скаутами клубов НФЛ в Индианаполисе.

#### Статистика выступлений в NCAA
| Сезон | Команда          | Игры | Захваты | Захваты | Захваты | Захваты | Захваты | Перехваты | Перехваты | Перехваты | Перехваты | Перехваты | Фамблы | Фамблы | Фамблы | Фамблы |
| Сезон | Команда          | Игры | Solo    | Ast     | Tot     | Loss    | Sk      | Int       | Yds       | Y/R       | TD        | PD        | FR     | Yds    | TD     | FF     |
| ----- | ---------------- | ---- | ------- | ------- | ------- | ------- | ------- | --------- | --------- | --------- | --------- | --------- | ------ | ------ | ------ | ------ |
| 2014  | ТХУ Хорнед Фрогс | 1    | 0       | 0       | 0       | 0,0     | 0,0     | 0         | 0         | 0,0       | 0         | 0         | 0      | 0      | 0      | 0      |
| 2015  | ТХУ Хорнед Фрогс | 13   | 43      | 43      | 86      | 4,0     | 1,0     | 1         | 12        | 12,0      | 0         | 1         | 0      | 0      | 0      | 0      |
| 2016  | ТХУ Хорнед Фрогс | 13   | 59      | 62      | 121     | 5,0     | 1,5     | 0         | 0         | 0,0       | 0         | 3         | 0      | 0      | 0      | 0      |
| 2017  | ТХУ Хорнед Фрогс | 14   | 36      | 28      | 64      | 8,0     | 4,0     | 1         | 0         | 0,0       | 0         | 5         | 1      | 0      | 0      | 1      |
| 2018  | ТХУ Хорнед Фрогс | 10   | 29      | 17      | 46      | 5,5     | 4,0     | 0         | 0         | 0,0       | 0         | 0         | 0      | 0      | 0      | 0      |
| Всего | Всего            | 51   | 167     | 150     | 317     | 22,5    | 10,5    | 2         | 12        | 6,0       | 0         | 9         | 1      | 0      | 0      | 1      |

### Профессиональная карьера
Обозреватель сайта Bleacher Report Мэтт Миллер перед драфтом отмечал опыт Саммерса, но указывал на нехватку техники и атлетизма. Ему прогнозировали выбор в шестом раунде драфта и начало карьеры в качестве игрока специальных команд. На драфте Саммерс был выбран клубом Грин-Бэй Пэкерс в седьмом раунде под общим 226 номером. 
В сезоне 2019 года Саммерс принял участие во всех матчах команды, выходя на поле в составе специальных команд. В шестнадцати играх регулярного чемпионата он сыграл в 311 снэпах, в двух матчах плей-офф — в 42. Несмотря на нехватку игроков на позиции внутреннего лайнбекера, шанса проявить себя в защите он не получил. Главной причиной этого стали проблемы с чтением игры и ошибки при уходе от блоков и на захватах, которые он допускал в период подготовки к сезону.

#### Статистика выступлений в НФЛ

##### Регулярный чемпионат
| Сезон | Команда         | Игры | Захваты | Захваты | Захваты | Захваты | Захваты | Перехваты | Перехваты | Перехваты | Перехваты | Перехваты | Фамблы | Фамблы | Фамблы | Фамблы |
| Сезон | Команда         | Игры | Solo    | Ast     | Tot     | Loss    | Sk      | Int       | Yds       | Y/R       | TD        | PD        | FR     | Yds    | TD     | FF     |
| ----- | --------------- | ---- | ------- | ------- | ------- | ------- | ------- | --------- | --------- | --------- | --------- | --------- | ------ | ------ | ------ | ------ |
| 2019  | Грин-Бэй Пэкерс | 16   | 2       | 2       | 4       | 0,0     | 0,0     | 0         | 0         | 0,0       | 0         | 0         | 0      | 0      | 0      | 0      |
| Всего | Всего           | 16   | 2       | 2       | 4       | 0,0     | 0,0     | 0         | 0         | 0,0       | 0         | 0         | 0      | 0      | 0      | 0      |

##### Плей-офф
| Сезон | Команда         | Игры | Захваты | Захваты | Захваты | Захваты | Захваты | Перехваты | Перехваты | Перехваты | Перехваты | Перехваты | Фамблы | Фамблы | Фамблы | Фамблы |
| Сезон | Команда         | Игры | Solo    | Ast     | Tot     | Loss    | Sk      | Int       | Yds       | Y/R       | TD        | PD        | FR     | Yds    | TD     | FF     |
| ----- | --------------- | ---- | ------- | ------- | ------- | ------- | ------- | --------- | --------- | --------- | --------- | --------- | ------ | ------ | ------ | ------ |
| 2019  | Грин-Бэй Пэкерс | 2    | 0       | 0       | 0       | 0,0     | 0,0     | 0         | 0         | 0,0       | 0         | 0         | 0      | 0      | 0      | 0      |
| Всего | Всего           | 2    | 0       | 0       | 0       | 0,0     | 0,0     | 0         | 0         | 0,0       | 0         | 0         | 0      | 0      | 0      | 0      |